# Bill Knecht
William Joseph "Bill" Knecht (10. marts 1930 - 17. december 1992) var en amerikansk roer og olympisk guldvinder.
Knecht vandt, som del af den amerikanske otter, en guldmedalje ved OL 1964 i Tokyo. Brødrene Joseph og Thomas Amlong, Boyce Budd, Emory Clark, Stanley Cwiklinski, Hugh Foley, William Stowe og styrmand Róbert Zimonyi udgjorde resten af bådens besætning. Amerikanerne vandt finalen overlegent foran Tyskland, der fik sølv, mens Tjekkoslovakiet tog bronzemedaljerne. Han deltog også ved OL 1960 i Rom, som del af den amerikanske dobbeltsculler.

## OL-medaljer
- 1964:  Guld i otter